# Руда Шльонска
Ру̀да Шльо̀нска (на полски: Ruda Śląska; на силезки: Ruda Ślůnsko; на немски: Ruda; на руски: Руда-Слёнска) е град в Южна Полша, Силезко войводство. Административно е обособен в самостоятелен градски окръг (повят) с площ 77,73 км2.

## География
Градът се намира в историческата област Горна Силезия. Част е от Горносилезката метрополия.

## Население
Според данни от полската Централна статистическа служба, към 1 януари 2014 г. населението на града възлиза на 141 521 души. Гъстотата е 1 821 души/км2.
Демография:
- 1950 – 33 962 души
- 1960 – 131 667 души
- 1972 – 144 100 души
- 1980 – 159 097 души
- 1991 – 171 645 души
- 2000 – 154 228 души
- 2009 – 143 583 души

## Личности

### Родени в града
- Виктор Скворц, римокатолически духовник, катовишки архиепископ митрополит

## Фотогалерия
- Църква „Св. Троица“
- Поща
- Църква „Св.ап. Павел“